# Luka Sučić
Luka Sučić (lûːka sûtʃitɕ; nascut el 8 de setembre de 2002) és un futbolista professional croat que juga com a migcampista al club de la Lliga Reial Societat i a la selecció de Croàcia.

## Carrera de club
El 15 de juliol de 2020, Sučić va signar un nou contracte amb Red Bull Salzburg, fins a l'estiu de 2024.
Va debutar a la Bundesliga austríaca amb el Salzburg el 13 de setembre de 2020 en un partit contra el Wolfsberg. El 25 de novembre de 2020, va debutar a la Lliga de Campions, substituint Dominik Szoboszlai al minut 71 i proporcionant a Rasmus Kristensen una preassistència per al gol de Mërgim Berisha, en un partit que el Salzburg va perdre 3-1 davant el FC Bayern de Múnic. El 10 de febrer de 2021, Sučić va marcar el seu gol debut a la Bundesliga en una victòria per 3-1 sobre Austria Viena, sortint de la banqueta per substituir Berisha.
A l'inici de la temporada 2021-22, Sučić ja es va consolidar a la plantilla del Salzburg, sobretot marcant un gol impressionant contra el FC Barcelona en una victòria amistosa per 2-1 el 4 d'agost de 2021. El 14 de setembre, va marcar el seu primer gol a la Lliga de Campions en un empat 1-1 amb el Sevilla.
L'1 d'agost de 2024, va signar un contracte de 5 anys amb el club de la Lliga Reial Societat per una quota de 10 milions d'euros més una clàusula de venda del 10%.

## Carrera internacional
Elegible per a Àustria, Bòsnia i Hercegovina i Croàcia, Sučić va optar explícitament per Croàcia, malgrat l'interès de l'Associació Austríaca de Futbol. El 9 de març de 2021, va ser convocat amb l'equip de 23 jugadors d'Igor Bišćan per a la fase de grups de l'Eurocopa sub-21 de la UEFA 2021; però, va ser descartat el 21 de març a causa d'una lesió i substituït per Matej Vuk. El 17 de maig, va ser convocat a l'equip de 23 jugadors de Bišćan per a la fase eliminatòria del torneig; tanmateix, va passar el mateix i va ser substituït per Neven Đurasek el 25 de maig. Durant les eliminatòries de l'Eurocopa 2023 sub-21 de la UEFA al setembre i octubre de 2021, Sučić va marcar tres gols i va assistir una vegada en tres partits, fet que va fer que Zlatko Dalić el convoqués a l'equip sènior el 9 d'octubre, dos dies abans d'un partit de classificació per a la Copa del Món contra Eslovàquia, a causa de la suspensió de Mateo Kovačić. Va fer el seu debut com a sènior en l'esmentada eliminatòria, que va acabar amb un empat 2-2.
El 9 de novembre de 2022, Sučić va ser convocat a l'equip de 26 jugadors de Dalić per a la Copa del Món de la FIFA 2022, on va romandre com a substitut sense utilitzar, mentre que Croàcia va acabar tercera.

## Vida personal
Sučić va néixer a Linz de pares croats bosnians, Željko i Branislava, de Bugojno, que van fugir de la guerra de Bòsnia. Tot i haver nascut a Linz, Sučić no té la ciutadania austríaca. Es va declarar fan de Jana gugic i de Barcelona ; no obstant això, va nomenar Luka Modrić, una llegenda dels respectius rivals d'aquells clubs, el Dinamo Zagreb i el Reial Madrid, com el seu model futbolístic. El seu cosí Petar Sučić també és futbolista.

## Palmarès
Red Bull Salzburg
- Bundesliga austríaca: 2020–21, 2021–22, 2022–23
- Copa d'Àustria: 2020–21, 2021–22

Croàcia
- Tercer lloc de la Copa del Món de la FIFA: 2022[22]

Individual
- Gol del mes de la Lliga : octubre de 2024[23]